# 利比翁日

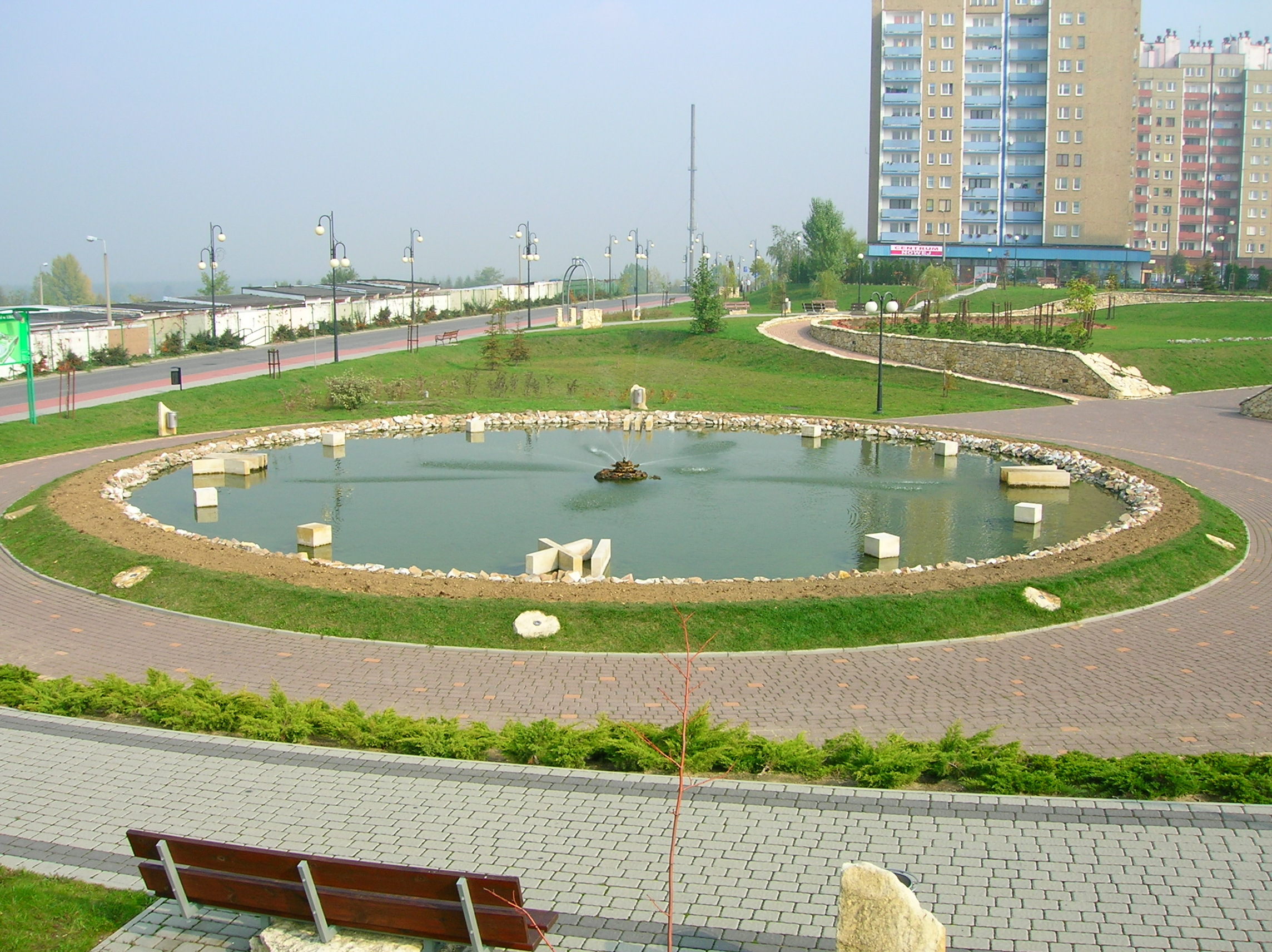

利比翁日是波蘭的城鎮，位於該國南部，距離首府克拉科夫40公里，由小波蘭省負責管轄，面積35.88平方公里，主要經濟活動是煤礦業，2006年人口17,604。

## 外部連結
- Jewish Community in Libiąż on Virtual Shtetl

50°07′N 19°19′E / 50.117°N 19.317°E